# گارسلاکوپف
گارسلاکوپف (به لاتین: Garsellakopf) یک کوه در لیختن‌اشتاین است که در فراستانس واقع شده‌است. گارسلاکوپف ۲٬۱۰۵ متر بالاتر از سطح دریا واقع شده‌است.